# Peszticid
A peszticidek, más néven növényvédő szerek olyan anyagok és annak keverékei, (vegyszerek, biológiai szubsztanciák és egyéb ágensek),  melyek alkalmazásának a célja a növények, termények védelme, és a károsító élőlények távol tartása, terméketlenné tétele és elpusztítása.
A peszticid szó a latin pestis (romlás, pusztulás, fertőzés) és az -icid (idium = gyilkos, ölő) összetételéből származik.

## Csoportosítás
Csoportosíthatók felhasználás szerint, vegyi struktúrájuk szerint, fizikai állapotuk szerint és más egyéb szempontok alapján lehetséges. Például lehetnek szervetlenek, szintetikusak és biopeszticidek (mikrobiológiai és biokémiai hatásúak). A biopeszticidek közt megjelentek olyan készítmények, amelyek a kártevők és betegségek természetes ellenségeit tartalmazzák.
A felhasználásuk szerint a következő csoportba sorolhatóak:
- zoocidek (állati kártevők elleni szerek)
  - inszekticidek: rovar irtók
  - aficidek (tetűölők)
  - akaricidek vagy miticidek: atka irtók
  - ovicidek (tojásölők)
  - larvicidek (lárvaölők)
  - rodenticidek: rágcsáló irtók
  - vespacidek: darázs irtók
  - molluszkicidok: csiga irtók
  - nematicidek: fonalféreg ölő szerek
  - avicidek: madárirtó szerek
  - vadriasztók
  - repellensek (rovarriasztók)
  - attraktánsok (csalogatók)
  - sterilezők
- kórokozók elleni szerek
  - fungicidek: gomba irtók
  - baktericidek: baktériumok ellen használt vegyszerek
  - viricidek: vírus ölők
- növények elleni szerek
  - herbicidek: gyom irtók
  - defoliánsok: (lombtalanítók), deszikkánsok (szárítószerek)
  - regulátorok (növekedésszabályozók)

### Használata
A növényvédő szerek használata nagy odafigyelést és szakértelmet igényel, mivel az összes peszticid méreg. A környezet szempontjából rendkívül károsak lehetnek, mivel még forgalomban vannak olyan szerek, amelyek lassan és nehezen bomlanak le. Ezért is nagyon fontos, hogy szakemberek által meghatározott útmutatókat a gazdálkodók pontosan betartsák. Bekerülhetnek az élelmiszerláncba, az ökorendszerbe, a talajba és a vizekbe, ahol fel is halmozódhatnak, és komoly pusztítást okozhatnak.
Ma már az ilyen vegyszereket a hatóságok fokozatosan kivonják a forgalomból.

### Új uniós szabályok
Az Európai Unió 2009-ben új szabályozást vezetett be.
Az új szabályozás szerint a peszticidekben megengedett hatóanyagok listáját uniós szinten, az Európai Élelmiszerbiztonsági Hatóság bevonásával állítják majd össze. Ennek a listának az alapján a tagállamok döntik el, mely növényvédő szerek forgalomba hozatalát engedélyezik. Ezt vagy saját nemzeti döntés alapján tehetik meg, vagy pedig az ún. kölcsönös elismerés elve alapján.
A legtöbb hatóanyag használatát 10 évre lehet majd engedélyezni, bár az alacsony kockázatúak 15 évre szóló engedélyt is kaphatnak. Ezt mindkét esetben további 15 évre lehet majd meghosszabbítani.

### A betiltott hatóanyagok
A rákkeltő (karcinogén), mutagén, reprodukciót károsító, valamint az endokrin-zavarokat okozó, nem lebomló, biológiailag felhalmozódó és mérgező, illetve tartósan le nem bomló kémiai anyagokat az új szabályozás betiltja, kivéve, ha a növényvédő szer az emberi szervezettel csak elhanyagolható mértékben érintkezik.
Szigorúbb engedélyeztetési szabályok vonatkoznak majd emellett az olyan anyagokra, amelyek az emberi szervezetben fejlődési, neurotoxikus (idegrendszerre ható) vagy immunotoxikus (immunrendszerre ható)  tulajdonságokat okozhatnak. A házi méhekre káros anyagok nem engedélyeztethetőek.
A veszélyes anyagokat tartalmazó növényvédő szereket helyettesíteni kell biztonságosabb készítményekkel, ha elérhetőek ilyenek – szól a jogszabály. A szakbizottsági képviselők ennek határidejét öt évről három évre csökkentenék.
A DDT-t a világon már nem sok helyen alkalmazhatják, bár annak idején emberek millióit mentette meg a maláriától, búbópestistől és más rovarok útján terjedő betegségektől. Hazánkban 1967. december 31-én betiltották és 1969 végéig volt türelmi idő.  Ma már több, igaz, hogy drágább szer létezik, amelyek egyáltalán nem akkumulálódnak a talajban, vízben és a vadállatok, madarak testében.
Eddig főként a haszonállatok, a halak és a méhek esetén mutatták ki káros hatásaikat. Valamint az élelmiszerekben is rendszeresen találhatunk vegyszermaradékokat (leggyakrabban salátában, paprikában, paradicsomban).
Problémát jelent még az esetükben az is, hogy egyre több rezisztens, azaz ellenálló károsító faj jelenik meg.

#### Nem engedélyezett – betiltott szerek
(a lista nem teljes)
1. Aldikarb
2. Champhechlor (Toxaphen)
3. Chlordane
4. Heptachlor
5. Chlordireform
6. DBCP
7. DDT
8. Aldrin
9. Dieldrin
10. Endrin
11. EDB
12. HCH/BHC
13. Lindane -2002. dec. 31-ig volt felhasználható
14. Paraquat - bipiridilium gyomirtószerben, gramoxon
15. Parathion - 2004. május 31-ével vonták vissza az engedélyét az EU-csatlakozás miatt.
16. methylparathion
17. Pentachlorophenol
18. 2,4,5 T, cserjeirtó hatóanyaga volt hosszú ideig megőrzi a kémiai összetételét pl.: talajban  perzisztens hatású. A gyártása során dioxin keletkezik, ez hosszú ideig megőrzi a szerkezetét.

#### Hatóanyagok, peszticidek
Néhány peszticid: DDT, lindán, antrazin, kaptan, klordán, alaklór, parathion, dalapon.
Egy lehetséges megoldást jelent a peszticidek alkalmazásával szemben a biotermesztés és a biopeszticidek alkalmazása, a monokultúrák fokozatos megszüntetése, a vetésforgók alkalmazása, komposztált hulladékkal trágyázás, ragadozó rovarok bevetése, a káros rovarok sterilizálása, baktériumok és vírusok (természetes ellenségek) alkalmazása stb.

## Vegyszermentes növényvédelem a permakultúrában
A növényvédelem a permakultúrás kertben/gazdaságban úgy valósul meg, hogy a növények társítása olyan, hogy az egyrészt kedvező élőhelyet jelent a kártevőket pusztító egyéb rovarok, madarak számára, amelyek így egy elviselhető szinten tartják a különféle kártevő populációkat, másrészt a vegyesen telepített haszonnövények, kevésbé sérülékenyek, mint a monokultúrában termesztett növények. 
A gyomok elleni védekezés vegyszermentes módja többek között a mulcsozás. A mulcsozás a földfelszín takarása valamilyen szerves, elbomló anyaggal, pl. falevél, kaszált fű, stb. Ha a takarás elég vastag, akkor az alatta levő növények nem tudnak áttörni rajta. Ha nagyon gazos területen alkalmazzuk, néha szükséges két rétegben mulcsozni. A második réteget akkor felvinni, amikor az első rétegen átnőtt a gaz és már 10-15 cm-t nőtt. Következő évre a területen az évelő gazok is eltűnnek, szabadon vethető. A mulcsos takarást a talajnedvesség fenntartása érdekében is érdemes alkalmazni.